# Абу-Саїд Усман II
Абу-Саїд Усман II (араб. أأبو سعيد عثمان الثاني; д/н —25 червня 1352) — 6-й султан Держави Заянідів в 1348—1352 роках.

## Життєпис
Праонук султана Ягморасана. Син Абу Саїда Абд ар-Рахмана. Під час правління родича Абу Ташуфіна I брав участь в його походах. 1337 року після захоплення Тлемсену Маринідами, потрапив у полон до султана Абу'л Гасан Алі I, в складі військо якого брав участь у походах проти Хафсідів.
1348 року після поразки маринідського війська у битві біля Кайруану разом з братом Абу Табітом залишив військо. На його бік перейшли берберські племена туджин і маграва. Зумів захопити Тлемсен, перемігши мариіндського намісника Усмана ібн Ях'ю ібд Джарара. Тут Абу-Саїд Усман II оолосив про свою незалежність. Того ж року у запеклій битві на річці Шеліфф разом з братом завдав поразки Абу'л Гасан Алі I. В подальшому намагався використати час для відновлення держави, коли серед Маринідів тривала боротьба за трон.
1351 року повстали бербери-маграви на чолі із Алі ібн Рашидом з клану Манділ. Той захопив міста Тенес, Брекча і Шершель, де оголосив про свою незалежність. Водночас уклав союз з Маринідами. Втім невдовзі війська Заянідів на чолі із братом султана Абу Табітом перемогли повсталих, а Алі ібн Рашида стратили.
1352 року маринідський султан Абу Інан Фаріс почав наступ на володіння Заяніідів. На річці Іслі відбулася вирішальна битва, в якій Абу-Саїд Усман II зазнав поразки. він спробував втекти, але був схоплений та страчений. Держава Заянідів, незважаючи на усі спроби Абу Табіта I, знову опинилася під владою Маринідів.